# Goudkopstruikgors
De goudkopstruikgors (Atlapetes flaviceps) is een zangvogel uit de familie Emberizidae (gorzen). De vogel werd in 1912 door Frank Chapman geldig beschreven. Het is een bedreigde, endemische vogelsoort in Colombia.

## Kenmerken
De vogel is 17 cm lang. Het is een vinkachtige, overwegend geel gekleurde vogel met een relatief korte snavel. Van boven is de vogel donker olijfkleurig. De ogen zijn donker roodbruin, de snavel is donker, bijna zwart en de poten zijn dofbruin.

## Verspreiding en leefgebied
Deze soort is endemisch in Colombia in gebieden op de hellingen van de Andes op hoogten tussen 1300 en 2500 meter boven zeeniveau. De leefgebieden liggen in secundair bos waarin zich dicht struikgewas heeft ontwikkeld. Ook verwilderde landbouwgebieden met struikgewas zijn favoriet.

## Status
De goudkopstruikgors heeft een beperkt verspreidingsgebied en daardoor is de kans op uitsterven aanwezig. De grootte van de populatie werd in 2016 door BirdLife International geschat op 250 tot 1000 volwassen individuen en de populatie-aantallen nemen af door habitatverlies. Het leefgebied wordt aangetast door ontbossing waarbij al sinds de jaren 1950 de hellingen van de rivier de Magdalena natuurlijk bos en struikgewas worden omgezet in terrein voor intensief agrarisch gebruik. Om deze redenen staat deze soort als bedreigd op de Rode Lijst van de IUCN.